# Jarosław Jan Dąbrowski
Jarosław Jan Dąbrowski (ur. 1975 w Warszawie) – polski polityk, w latach 2013–2014 wiceprezydent Warszawy, a wcześniej burmistrz warszawskiej dzielnicy Bemowo z ramienia Platformy Obywatelskiej.

## Życiorys
Absolwent studiów inżynierskich na kierunku Zarządzanie Wyższej Szkoły Ekologii i Zarządzania w Warszawie oraz studiów podyplomowych w Akademii Leona Koźmińskiego w Warszawie i Instytucie Nauk Prawnych Polskiej Akademii Nauk.
W latach 1997–2003 członek Stowarzyszenia Młodych Konserwatystów i Stronnictwa Konserwatywno-Ludowego. Od 2005 członek Platformy Obywatelskiej.
W latach 1999–2003 pracownik Ministerstwa Rolnictwa i Rozwoju Wsi, w 2003, piastował stanowisko szefa gabinetu politycznego ministra rolnictwa Adama Tańskiego. W latach 2004–2006 był członkiem zarządu przedsiębiorstwa zarządzającego nieruchomościami. 
Radny i członek Komisji Ochrony Środowiska rady gminy Warszawa-Bemowo w kadencji 1998–2002 z listy Akcji Wyborczej Solidarność. W wyborach samorządowych w 2002 bez powodzenia ubiegał się o reelekcję z listy Prawa i Sprawiedliwości. W latach 2006–2013 burmistrz dzielnicy Bemowo. W związku z doniesieniami medialnymi o nieprawidłowości podczas pełnienia tej funkcji w 2010 nominowany do antynagrody w plebiscycie „Noga od Stołka”.
7 czerwca 2013 powołany na wiceprezydenta Warszawy, na stanowisku tym zastąpił Jarosława Kochaniaka. 22 kwietnia 2014 zrezygnował ze stanowiska po oskarżeniach byłego współpracownika, odwołanego wiceburmistrza Bemowa Pawła Bujskiego. Zrezygnował także z członkostwa w PO. W związku ze sprawą, zarządzono na Bemowie kontrolę Urzędu m.st. Warszawy, która wykazała poważne uchybienia i nadużycia ze strony Jarosława Dąbrowskiego. W związku z tymi wydarzeniami został laureatem antynagrody jury i czytelników w plebiscycie „Noga od Stołka”.
W 2018 ponownie wybrany radnym dzielnicy Bemowo, której został przewodniczącym.
W 2022 ponownie został członkiem Platformy Obywatelskiej.

## Odznaczenia
- Krzyż Kawalerski Orderu Zasługi Republiki Węgierskiej (cywilny) – Węgry, 2009[14]